# Edezjusz z Aleksandrii
Edezjusz z Aleksandrii (zm. 306) – męczennik chrześcijański, święty Kościoła katolickiego.
Edezjusz pochodził z Aleksandrii, brat św. Apphianosa. Za publiczne wystąpienie przeciwko sędziemu, w czasach cesarza Maksymiana, został aresztowany, poddany torturom, utopiony w zimnej wodzie, a następnie jego ciało wrzucono do morza.
Jego wspomnienie liturgiczne w Kościele katolickim obchodzone jest 8 kwietnia, we Włoszech 9 kwietnia.